# Oix (Kirguizstan)
Oix (en kirguís Ош) és la segona ciutat més gran del Kirguizstan. Situada a la Vall de Ferganà, al sud de l'estat, sovint és coneguda com la capital del sud. És el centre administratiu de la província d'Oix des de 1939. La ciutat té una població, ètnicament mixta, d'unes 322.164 persones (2021), que inclou uzbeks, kirguisos, russos, tadjiks, i d'altres grups ètnics més petits.
Oix és un lloc animat, amb el mercat a l'aire lliure més gran i concorregut de tota l'Àsia central. La base industrial de la ciutat, que va ser establerta durant el període soviètic, en gran part es va esfondrar després de la desintegració de la Unió Soviètica i ha començat a reviure gradualment.
La ciutat està situada a uns 5 quilòmetres de la frontera amb l'Uzbekistan. Aquesta proximitat, que en certa manera talla els vincles amb territoris i poblacions lligades històricament a Oix, la separa de la seva antiga àrea d'influència directa i suposa un obstacle per al comerç i per al desenvolupament econòmic.

## Personatges cèlebres
- Jamala, cantant ucraïnesa que el 2016 va guanyar el Festival de la Cançó d'Eurovisió.
- Zhantoro Satybaldiyev, polític que arribà a ser Primer Ministre de Kirquizistan (2012-14).